# Abas (Freund des Perseus)
Abas (altgriechisch Ἄβας Ábas) war in der griechischen Mythologie ein Freund des Perseus.
Während des Mahles bei Perseus’ Hochzeit mit Andromeda entspann sich ein Kampf zwischen Anhängern des Perseus und jenen des Phineus. Dabei erdolchte Abas den Cinyphier Pelates.